# Новая Быковка
Новая Быковка — деревня в Камешковском районе Владимирской области России, входит в состав Второвского сельского поселения.

## География
Деревня расположена в 12 км на юго-запад от центра поселения села Второво, в 12 км на северо-восток от Владимира и в 28 км на юго-запад от Камешково на автодороге М-7 «Волга».

## История
История гласит: жил в Новой Быковке богатый человек, подрядчик Василиск Егорович Семенов. Был он меценатом, давал деньги на строительство храма в селе Давыдово, поставил в Новой Быковке школу, инвалидный дом, а перед смертью завещал своему сыну, Василию Василисковичу Семенову, поставить храм и в Новой Быковке. И оставил на это строительство денег. Сын завет отца выполнил, храм во имя святого мученика Василиска, память которого празднуется православной церковью 4 июня, был освящен в 1905 году. На освящении храма приехал царь Николай II. Самодержец Всероссийский подарил храму запрестольный крест. Церковь была действующей и после революции. Но простоял храм всего 37 лет, до 1942 года, когда был взорван.
В конце XIX — начале XX века деревня входила в состав Давыдовской волости Владимирского уезда. В 1859 году в деревне числилось 59 дворов, в 1905 году — 84 дворов, в 1926 году — 96 хозяйств и начальная школа.
С 1929 года деревня являлась центром Ново-Быковского сельсовета Владимирского района, с 1940 года — в составе Давыдовского сельсовета Камешковского района, с 2005 года — в составе муниципального образования Второвское.

## Население
| 1859 | 1905 | 1926 |
| ---- | ---- | ---- |
| 347  | 440  | 380  |

| 1859 | 1905 | 1926 | 2002 | 2010 | 2021 |
| ---- | ---- | ---- | ---- | ---- | ---- |
| 347  | ↗440 | ↘380 | ↘288 | ↘252 | ↗464 |

## Достопримечательности
Рядом с деревней на кладбище расположена Церковь-часовня Покрова Пресвятой Богородицы (реконструирована в 2009 году).